# 国立音楽センター

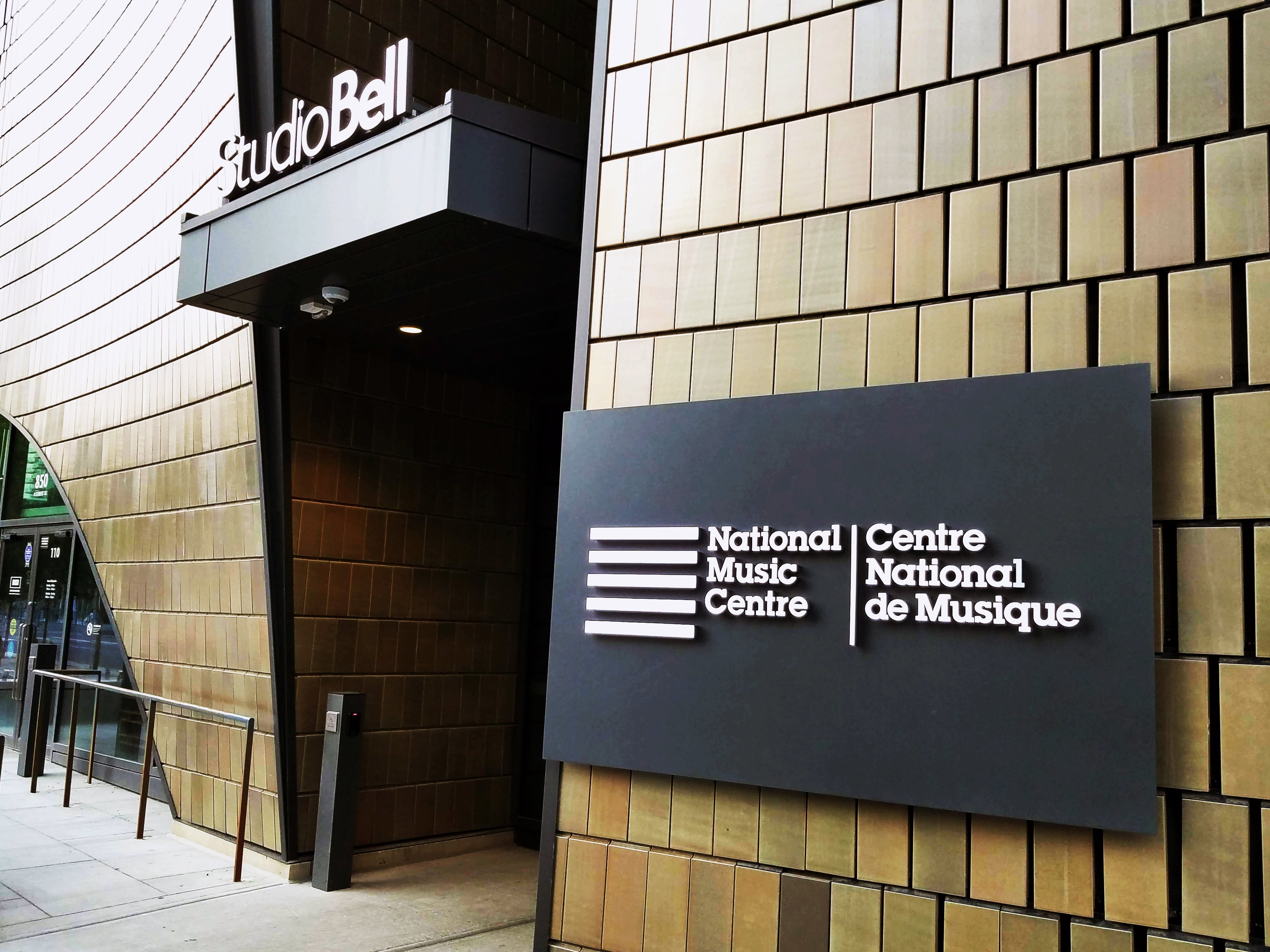
国立音楽センターのエントランス

国立音楽センター（こくりつおんがくセンター、英：National Music Centre）は、カナダアルバータ州カルガリーにある非営利的な博物館、演奏会場である。センターの常任ビルであるスタジオ・ベルは、2016年に建てられた。
国立音楽センターのコレクションは、2000以上の珍しい楽器と収蔵品である。特に、ローリング・ストーンズのモビルユニット、トントシンセサイザー、エルトン・ジョンのピアノを収蔵している。